# Javier Rubio Haro
Javier «Javi» Rubio Haro (Madrid, España, 12 de mayo de 1999) es un exfutbolista español que jugó de defensa. 

## Trayectoria
Nacido en Madrid, Javi Rubio se formó en el Rayo Vallecano de Madrid. Debutó en el Rayo "B" el 29 de octubre de 2017, jugando los últimos siete minutos en la victoria 1:0 frente al C. F. San Agustín del Guadalix, en Tercera División.
Marcó su primer gol con el filial vallecano el 24 de marzo de 2019, abriendo el marcador en la victoria por 2:0 frente al Villaverde San Andrés. En diciembre, después de ser convocado regularmente por Paco Jémez para entrenar con el primer equipo, una lesión en la rodilla le dejó fuera toda la temporada 2019-20 de Tercera División.
El 16 de septiembre de 2020, fichó por el Club Deportivo Leganés, si bien tiene ficha con el Club Deportivo Leganés "B". Debutó en Segunda División con el primer equipo en la derrota contra el C. D. Lugo por 2:1.
El 31 de octubre de 2023, anunció su retirada mediante X. 

## Estadísticas

### Clubes
Actualizado al último partido disputado el 9 de abril de 2022.
| Club                        | Div.          | Temporada     | Liga  | Liga  | Copas nacionales | Copas nacionales | Copas internacionales | Copas internacionales | Total | Total |
| Club                        | Div.          | Temporada     | Part. | Goles | Part.            | Goles            | Part.                 | Goles                 | Part. | Goles |
| --------------------------- | ------------- | ------------- | ----- | ----- | ---------------- | ---------------- | --------------------- | --------------------- | ----- | ----- |
| Rayo Vallecano "B" · España | 3.ª           | 2017-18       | 1     | 0     | ―                | ―                | ―                     | ―                     | 1     | 0     |
| Rayo Vallecano "B" · España | 3.ª           | 2018-19       | 36    | 1     | —                | —                | —                     | —                     | 36    | 1     |
| Rayo Vallecano "B" · España | 3.ª           | 2019-20       | 14    | 1     | —                | —                | —                     | —                     | 14    | 1     |
| Rayo Vallecano "B" · España | Total club    | Total club    | 51    | 2     | 0                | 0                | 0                     | 0                     | 51    | 2     |
| Rayo Vallecano · España     | 1.ª           | 2019-20       | 0     | 0     | —                | —                | ―                     | ―                     | 0     | 0     |
| Rayo Vallecano · España     | Total club    | Total club    | 0     | 0     | 0                | 0                | 0                     | 0                     | 0     | 0     |
| C. D. Leganés "B" · España  | 3.ª           | 2020-21       | 21    | 1     | —                | —                | —                     | —                     | 21    | 1     |
| C. D. Leganés "B" · España  | 3.ª           | 2021-22       | 23    | 1     | ―                | ―                | ―                     | ―                     | 23    | 1     |
| C. D. Leganés "B" · España  | Total club    | Total club    | 44    | 2     | 0                | 0                | 0                     | 0                     | 45    | 2     |
| C. D. Leganés · España      | 1.ª           | 2020-21       | 1     | 0     | 1                | 0                | ―                     | ―                     | 2     | 0     |
| C. D. Leganés · España      | 1.ª           | 2021-22       | 0     | 0     | 2                | 0                | ―                     | ―                     | 2     | 0     |
| C. D. Leganés · España      | Total club    | Total club    | 1     | 0     | 3                | 0                | 0                     | 0                     | 4     | 0     |
| Total carrera               | Total carrera | Total carrera | 96    | 4     | 3                | 0                | 0                     | 0                     | 99    | 4     |